# Eduard Neidhardt
Eduard Ludwig Friedrich Neidhardt (* 5. Dezember 1801 in Vöhl; † 18. Februar 1858 in Darmstadt) war Beamter und Abgeordneter der Zweiten Kammer der Landstände des Großherzogtums Hessen.

## Familie
Eduard Neidhardt war der Sohn des Amtmanns und Hofrats Christian Neidhardt|Johann Christian Konrad Ludwig Neidhardt (1754–1836) und dessen Frau Luisa Friederika, geborene Kekulé. Die Familie war evangelisch.
Eduard Neidhardt heiratete Emilie Caroline Elwert (1803–1865), Tochter des Geheimrats Karl Elwert.

## Karriere
Eduard Neidhardt studierte Rechtswissenschaft an der Universität Gießen und
erhielt nach dem Studium 1826 eine Stelle als Hofgerichtssekretariatsakzessist am Hofgericht Gießen. 1829 wurde er Landrat im Landratsbezirk Romrod und 1832, nach einer Gebietsreform im Großherzogtum Hessen, Kreisrat des Kreises Alsfeld. 1839 wechselte er als weltlicher Rat in das Oberkonsistorium der Evangelischen Landeskirche Hessen nach Darmstadt. 1856 erhielt er den Titel eines geheimen Oberkonsistorialrates. 1857 wurde er zum Direktor der Oberstudien-Direktion ernannt.

## Weitere Engagements
Von 1856 bis 1858 gehörte er während des 15. Landtags der Zweiten Kammer der Landstände des Großherzogtums Hessen an. Er wurde für den Wahlbezirk der Stadt Alsfeld gewählt.